# الصدق (ذي السفال)

تعديل مصدري - تعديل

الصدق محلة تابعة لقرية الجامع، التابعة لعزلة الاشراف بمديرية ذي السفال إحدى مديريات محافظة إب في الجمهورية اليمنية.، بلغ تعداد سكانها 65 حسب تعداد اليمن لعام 2004.